# Линденхерст (Илиноис)
Линденхерст (енгл. Lindenhurst) град је у америчкој савезној држави Илиноис.

## Демографија
По попису из 2010. године број становника је 14.462, што је 1.923 (15,3%) становника више него 2000. године.
| Група             | 2000.          | 2010.          |
| Белци             | 11.320 (90,3%) | 12.182 (84,2%) |
| Афроамериканци    | 184 (1,5%)     | 341 (2,4%)     |
| Азијати           | 377 (3,0%)     | 656 (4,5%)     |
| Хиспаноамериканци | 508 (4,1%)     | 984 (6,8%)     |
| Укупно            | 12.539         | 14.462         |